# 간다라디티야
간다라디티야(타밀어: கந்தராதித்யா, 903년 ~ 956년)는 촐라 제국의 제4대 황제이다. 955년경에 그의 아버지 파란타카 1세의 뒤를 이어 촐라 황제로 즉위하였다. 그는 또한 티루비사이파 팔란두의 타밀 문학 시인이었다. 그는 그의 사촌 순다라 촐라의 뒤를 이어 촐라 황제가 된 우타마 촐라라고도 알려진 마두란타카 촐라라는 이름의 아들이 있었다.